# Cladocarpus obliquus
Cladocarpus obliquus är en nässeldjursart som beskrevs av Nutting 1900. Cladocarpus obliquus ingår i släktet Cladocarpus och familjen Aglaopheniidae. Inga underarter finns listade i Catalogue of Life.